# 横野レイコ
横野 レイコ（よこの れいこ、1962年5月12日 - ）は、日本の相撲コンシェルジュ、フリーアナウンサー、ファッション雑誌読者モデル、フジテレビ相撲専属レポーター、元ケーブルテレビアナウンサー。本名、旧芸名は横野 麗子。

## 来歴
1962年、大阪府大阪市に生まれる。大阪府立藤井寺高等学校卒。
若嶋津のファンで、相撲好きの友人とともに本場所・地方巡業、相撲部屋での稽古見学をしていたという。
1982年から1986年にかけ、奈良県のケーブルテレビ局「HI-OVIS」契約アナウンサーとして地域情報番組や共同通信ニュースなどを担当。24歳で上京し、1986年からフジテレビ『3時のあなた』『おはよう!ナイスデイ』のリポーターを経て、『情報プレゼンター とくダネ!』でリポーターを務める。
2017年、株式会社相撲コンシェルジュを設立。

## 出演番組

### 過去
- おはよう!ナイスデイ（フジテレビ）
- 3時のあなた（フジテレビ）
- すぽると!（フジテレビ）
- 情報プレゼンター とくダネ!（フジテレビ）
- バイキング（フジテレビ） - 不定期出演、大相撲レポーターとしてコメンテーター出演）。

## 著書
- 『朝青龍との3000日戦争』文藝春秋、2010年10月5日。ISBN 978-4-1637-3180-3。
- 『相撲茶屋のおかみさん』現代書館、2017年9月15日。ISBN 978-4-7684-5811-2。

## 雑誌
- STORY /美ST（光文社） - 読者モデル